# Chiesa di Santa Maria Maggiore (Codroipo)
La chiesa di Santa Maria Maggiore è la parrocchiale di Codroipo, in provincia e arcidiocesi di Udine; è sede della forania del Medio Friuli.

## Storia

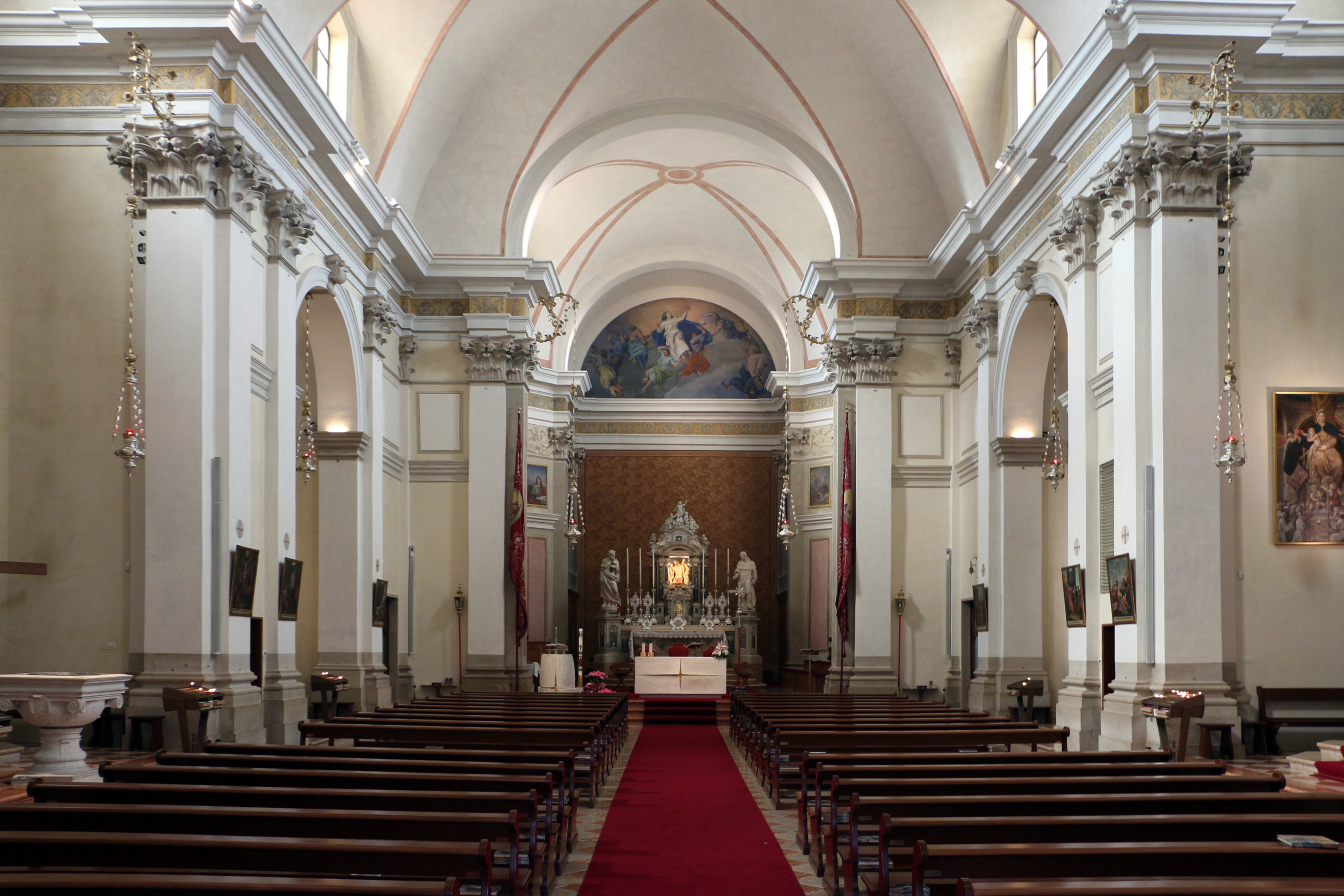
L'interno della chiesa

L'originaria pieve di Codroipo sorse già nel V secolo, anche se le prime testimonianze che ne attestano la presenza risalgono all'VIII secolo.
Nel XI secolo la pieve codroipese perse molte delle sue cappelle filiali, dato che furono erette in quel periodo le due pievi di Zompicchia e di Rosa.
Nel XIII secolo, con la suddivisione del patriarcato di Aquila in quattro arcidiaconati, la chiesa entrò a far parte dell'Arcidiaconato Inferiore.

Nel 1596, in periodo post-tridentino, vennero istituiti nel patriarcato i vicariati foranei e questa pieve fu posta a capo del vicariato di Codroipo, in cui confluirono anche le parrocchie di Rivolto, San Lorenzo di Sedegliano, Sedegliano, Gradisca di Sedegliano, Belgrado e Basagliapenta, le pievi di Variano e Sant'Odorico e la curazia di Gorizzo.
Nel 1731 cominciarono, su progetto dei fratelli Pietro e Francesco Andrioli, i lavori di costruzione della nuova parrocchiale, consacrata nel 1752.
Nel 1847, su impulso dei conti Rota, fu costruita la facciata neoclassica.
Nel 2013 l'edificio è stato oggetto di un importante restauro.

## Descrizione

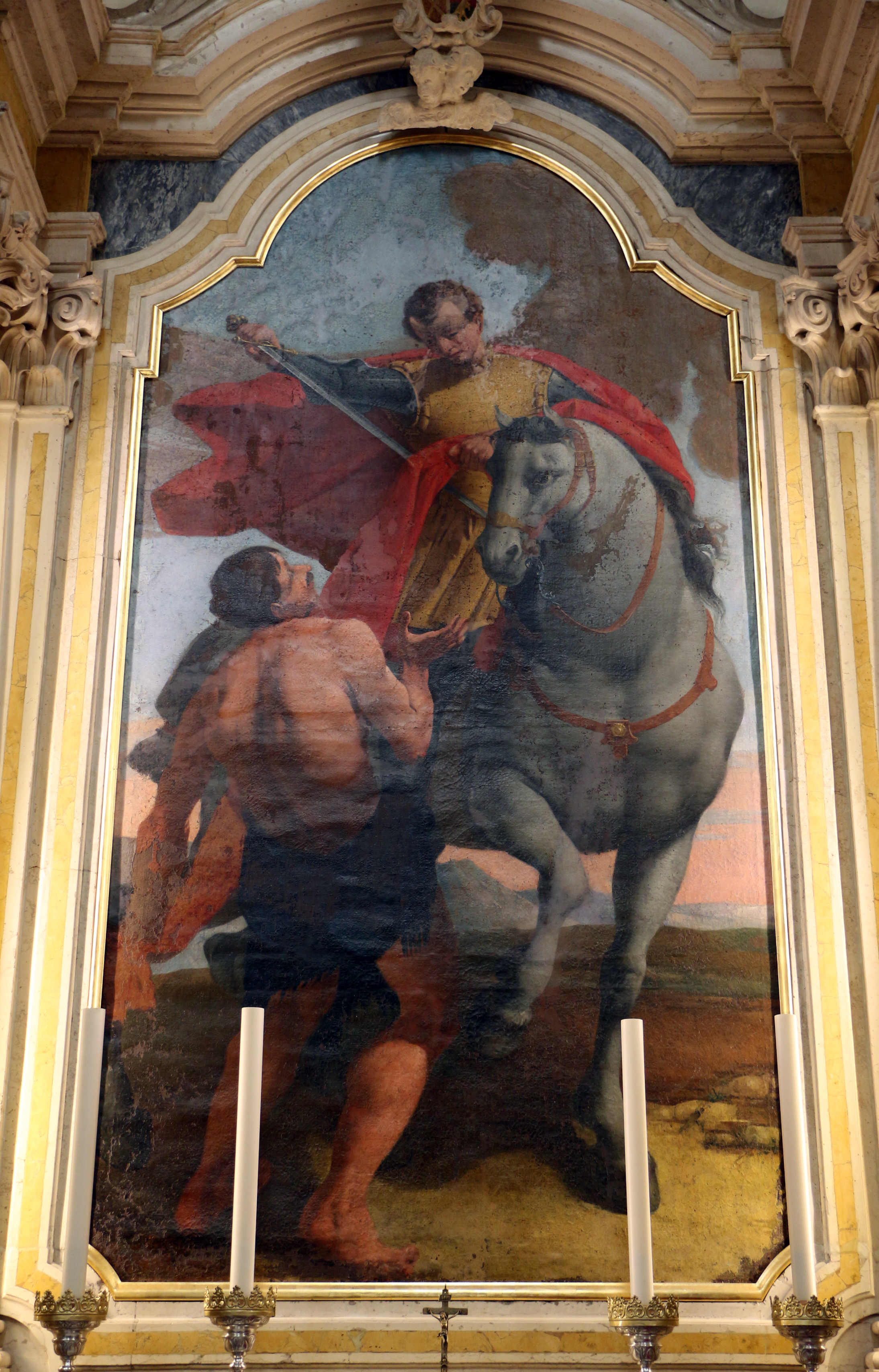
San Martino

### Facciata
La facciata della chiesa è tripartita da quattro lesene poggianti su alti basamenti e sorreggenti la trabeazione con il fregio, sopra cui si innalza il timpano triangolare, dotato di dentellatura.

### Interno
L'interno è composto da un'unica navata, sulla quale si affacciano le cappelle laterali e le cui pareti sono scandite da lesene d'ordine corinzio a sostegno della cornice; su quest'ultima s'imposta della volta, caratterizzata da unghioni laterali.
Opere di pregio qui conservate sono l'altare maggiore, disegnato da Luca Andrioli e costruito nel 1765 dall'udinese Francesco Zuliani, le due statue raffiguranti San Pietro e San Filippo Benizzi, scolpite nel XVIII secolo dal vicentino Angelo Marinali, e l'altare minore di Sant'Antonio, realizzato nel 1758 dal portogruarese Pietro Baldi.